# 아우토스트라다 A2
아우토스트라다 A2(이탈리아어: Autostrada A2, 별명: Autostrada del Mediterraneo, Mediterranean Motorway)는 피시아노에서 빌라산조반니까지 이어주는 총 연장 432.2 km의 거리를 가진 아우토스트라다이자 이탈리아의 고속도로 노선망이지만 주로 이탈리아의 남부 지역으로만 관통되기도 하는 도로이다. 그러나 구 A2 아우토스트라다는 아우토스트라다 A3에 합병되었던 것과 달리, 이 도로는 2017년 새로이 제정된 것으로 드러난다. 또한 주요 경유지를 보면, 피시아노를 필두로 하여, 살레르노도, 빌라산조반니, 레조칼라브리아도 등이 있으며 이 도로는 유럽 고속도로 45호선과 유럽 고속도로 841호선의 일부로 운용된다. 다만 도로 선형상 완전하지 못한 구간의 경우 저급 이중 포장도로로 건설된 상태이다.

## 역사
아우토스트라다 A2는 본디부터 피시아노에서 살레르노 사이의 구간으로 이어준 RA 2 간선도로(유럽 고속도로 841호선의 일부)와 아우토스트라다 A3(유럽 고속도로 45호선의 일부)의 빌라산조반니와 살레르노 사이의 구간을 2017년에 통합하여 만든 고속도로 노선이다.

## 주요 경유지
아우토스트라다 A2의 주요 경유지는 다음과 같으며, 통과하는 지역이나 주요 도시는 다음과 같다.
- 살레르노
- 포텐차 - 시리냐노까지는 RA 5 간선도로와도 접근 가능
- 코센차
- 카탄차로 - 라메지아테르메까지는 SS 280 지방도와도 연결 가능
- 비보발렌티아
- 레조디칼라브리아

## 같이 보기
- 유럽 고속도로 45호선
- 유럽 고속도로 841호선
- 아우토스트라다 A3
- 아우토스트라다